# Pontailler-sur-Saône
Pontailler-sur-Saône és un municipi francès, situat al departament de la Costa d'Or i a la regió de Borgonya - Franc Comtat. L'any 2007 tenia 1.293 habitants.

## Demografia

### Població
El 2007 la població de fet de Pontailler-sur-Saône era de 1.293 persones. Hi havia 567 famílies, de les quals 186 eren unipersonals (75 homes vivint sols i 111 dones vivint soles), 174 parelles sense fills, 159 parelles amb fills i 48 famílies monoparentals amb fills.
La població ha evolucionat segons el següent gràfic:
Habitants censats

### Habitatges
El 2007 hi havia 708 habitatges, 569 eren l'habitatge principal de la família, 96 eren segones residències i 43 estaven desocupats. 515 eren cases i 192 eren apartaments. Dels 569 habitatges principals, 366 estaven ocupats pels seus propietaris, 187 estaven llogats i ocupats pels llogaters i 16 estaven cedits a títol gratuït; 7 tenien una cambra, 51 en tenien dues, 95 en tenien tres, 176 en tenien quatre i 240 en tenien cinc o més. 324 habitatges disposaven pel capbaix d'una plaça de pàrquing. A 244 habitatges hi havia un automòbil i a 202 n'hi havia dos o més.

### Piràmide de població
La piràmide de població per edats i sexe el 2009 era:
| Homes | Edats   | Dones |
| ----- | ------- | ----- |
| 0     | 95 o +  | 0     |
| 4     | 90 a 94 | 4     |
| 12    | 85 a 89 | 16    |
| 8     | 80 a 84 | 8     |
| 24    | 75 a 79 | 48    |
| 28    | 70 a 74 | 40    |
| 48    | 65 a 69 | 36    |
| 32    | 60 a 64 | 28    |
| 40    | 55 a 59 | 20    |
| 32    | 50 a 54 | 52    |
| 56    | 45 a 49 | 44    |
| 28    | 40 a 44 | 36    |
| 64    | 35 a 39 | 44    |
| 28    | 30 a 34 | 44    |
| 56    | 25 a 29 | 36    |
| 44    | 20 a 24 | 40    |
| 40    | 15 a 19 | 32    |
| 52    | 10 a 14 | 64    |
| 28    | 5 a 9   | 56    |
| 48    | 0 a 4   | 40    |

## Economia
El 2007 la població en edat de treballar era de 811 persones, 564 eren actives i 247 eren inactives. De les 564 persones actives 490 estaven ocupades (279 homes i 211 dones) i 74 estaven aturades (39 homes i 35 dones). De les 247 persones inactives 93 estaven jubilades, 75 estaven estudiant i 79 estaven classificades com a «altres inactius».

### Ingressos
El 2009 a Pontailler-sur-Saône hi havia 553 unitats fiscals que integraven 1.234 persones, la mediana anual d'ingressos fiscals per persona era de 16.401 €.

### Activitats econòmiques
Dels 80 establiments que hi havia el 2007, 2 eren d'empreses extractives, 2 d'empreses alimentàries, 2 d'empreses de fabricació de material elèctric, 2 d'empreses de fabricació d'altres productes industrials, 8 d'empreses de construcció, 17 d'empreses de comerç i reparació d'automòbils, 6 d'empreses de transport, 7 d'empreses d'hostatgeria i restauració, 4 d'empreses financeres, 4 d'empreses immobiliàries, 5 d'empreses de serveis, 14 d'entitats de l'administració pública i 7 d'empreses classificades com a «altres activitats de serveis».
Dels 28 establiments de servei als particulars que hi havia el 2009, 1 era una oficina d'administració d'Hisenda pública, 1 gendarmeria, 1 oficina de correu, 4 oficines bancàries, 1 funerària, 1 taller de reparació d'automòbils i de material agrícola, 1 autoescola, 1 guixaire pintor, 3 fusteries, 2 electricistes, 4 perruqueries, 1 veterinari, 5 restaurants, 1 agència immobiliària i 1 saló de bellesa.
Dels 11 establiments comercials que hi havia el 2009, 2 eren supermercats, 1 una botiga de més de 120 m², 2 fleques, 1 una peixateria, 2 botigues de roba, 1 una sabateria, 1 una botiga de material de revestiment de parets i terra i 1 una joieria.
L'any 2000 a Pontailler-sur-Saône hi havia 6 explotacions agrícoles que ocupaven un total de 345 hectàrees.

## Equipaments sanitaris i escolars
El 2009 hi havia 1 farmàcia i 1 ambulància.
El 2009 hi havia 1 escola maternal i 1 escola elemental integrada dins d'un grup escolar amb les comunes properes formant una escola dispersa. Pontailler-sur-Saône disposava d'un col·legi d'educació secundària amb 251 alumnes.

## Poblacions més properes
El següent diagrama mostra les poblacions més properes.